# Luisa de Sajonia-Gotha-Altemburgo
Luisa de Sajonia-Gotha-Altemburgo (en alemán: Luise von Sachsen-Gotha-Altenburg; Gotha, 21 de diciembre de 1800 - París, 30 de agosto de 1831) fue una princesa alemana, Duquesa de Sajonia-Coburgo-Gotha entre 1825 y 1826, habiendo sido desde su matrimonio Duquesa de Sajonia-Coburgo-Saalfeld.

## Biografía
Hija de los Duques Augusto y Luisa Carlota de Sajonia-Gotha-Altemburgo, fue una de las princesas mejor consideradas de su tiempo, por ser la presunta heredera del Ducado de Sajonia-Gotha-Altemburgo a la muerte de su tío Federico IV.
El pretendiente elegido fue el duque Ernesto I de Sajonia-Coburgo-Gotha, con quien tuvo dos hijos pero cuyo matrimonio fracasó. En 1824, la Duquesa no soportó más las infidelidades del Duque y se separaron, instalándose en Sankt Wendel, la capital del Principado de Lichtenberg, uno de los Estados pertenecientes a Sajonia-Coburgo-Saalfeld.
El Duque la quiso mantener cerca de sí hasta que se solucionase la sucesión de los Ducados Ernestinos de los que era heredera. En febrero de 1825, murió el duque Federico y se abrió un conflicto sucesorio.
Otras ramas de la Casa de Sajonia se negaron a que el duque Ernesto recibiese Gotha y Altemburgo, pues estaba separándose de Luisa. El 12 de diciembre de 1826, se llegó a un acuerdo por el que Gotha se uniría Coburgo a cambio de la cesión de Saalfeld, creándose el Ducado de Sajonia-Coburgo-Gotha.
El 31 de marzo de 1826, el duque le concedió el divorcio y le permitió establecer su residencia en cualquier lugar fuera de sus posesiones, a cambio de que quedase separada de sus hijos Alberto y Ernesto. Murió en París el 30 de agosto de 1831.

## Matrimonio e hijos
El 3 de julio de 1817, contrajo matrimonio en Gotha con el duque Ernesto I de Sajonia-Coburgo-Gotha, hijo del Duque Francisco Federico, al que ya había sucedido, y de su esposa, la princesa Augusta de Reuss-Ebersdorf. De este matrimonio desciende gran parte de la actual realeza europea.
| Nombre                                     | Nacimiento           | Muerte                  | Notas |
| ------------------------------------------ | -------------------- | ----------------------- | --- |
| Ernesto, Duque de Sajonia-Coburgo-Gotha    | 21 de junio de 1818  | 22 de agosto de 1893    | Casado en 1842 con la Princesa Alejandrina de Baden, sin descendencia.                                     |
| Alberto, Príncipe consorte del Reino Unido | 26 de agosto de 1819 | 14 de diciembre de 1861 | Casado en 1840 con su prima hermana la Reina Victoria del Reino Unido, con quien tuvo amplia descendencia. |

Tras su divorcio en 1826, Luisa contrajo un matrimonio morganático que se guardó en secreto, para que no perdiese los honores y preeminencias correspondientes al título que se le había adjudicado, Princesa de Sajonia-Coburgo-Gotha. El esposo era Luis Alejandro de Hanstein, conde de Pölzig, con quien vivió una etapa de felicidad hasta su muerte.

## Títulos y tratamientos
| ● 21 de diciembre de 1800-1 de julio de 1817:  | Su alteza serenísima la princesa Luisa de Sajonia-Gotha-Altemburgo, duquesa en Sajonia  |
| ● 1 de julio de 1817-12 de diciembre de 1825:  | Su alteza serenísima la duquesa de Sajonia-Coburgo-Saalfeld                             |
| ● 12 de diciembre de 1825-31 de marzo de 1826: | Su alteza serenísima la duquesa de Sajonia-Coburgo-Gotha                                |
| ● 31 de marzo de 1826-30 de agosto de 1831:    | Su alteza serenísima la princesa Luisa de Sajonia-Coburgo-Gotha, duquesa en Sajonia (1) |

1. En la intimidad: Su alteza serenísima la condesa de Pölzig